# Charles F. Wheeler
Pour les articles homonymes, voir Wheeler.
Charles F. Wheeler (parfois crédité Charles Wheeler), né le 15 décembre 1915 à Memphis (Tennessee), mort le 28 octobre 2004 à Orange (Californie), est un directeur de la photographie américain, membre de l'ASC.

## Biographie
Au cinéma, Charles F. Wheeler débute comme cadreur sur Procès de singe de Stanley Kramer (avec Spencer Tracy et Fredric March), sorti en 1960. Suivent à ce poste cinq autres films américains jusqu'en 1966, dont Un enfant attend de John Cassavetes (1963, avec Burt Lancaster et Judy Garland).
Après Sur la piste de la grande caravane de John Sturges (1965, avec Burt Lancaster et Lee Remick) où il est directeur de la photographie de seconde équipe, son premier film comme chef opérateur à part entière est La Bataille de la vallée du diable de Ralph Nelson (avec James Garner et Sidney Poitier), sorti en 1966. L'ultime est La Dernière Passe de Roger Spottiswoode (avec Robin Williams et Kurt Russell), sorti en 1986. Entretemps, il collabore notamment à quelques productions des Studios Disney, dont Un singulier directeur de Robert Butler (1971, avec Kurt Russell et Joe Flynn) et Le Chat qui vient de l'espace de Norman Tokar (1978, avec Ken Berry et Sandy Duncan).
Citons encore le film de guerre américano-japonais Tora ! Tora ! Tora ! de Richard Fleischer, Kinji Fukasaku et Toshio Masuda (1970, avec Martin Balsam et Joseph Cotten) qui lui vaut en 1971 une nomination (partagée) à l'Oscar de la meilleure photographie.
On lui doit aussi des prises de vue additionnelles pour trois films, dont Star Trek, le film de Robert Wise (1979, avec William Shatner et Leonard Nimoy).
À la télévision, Charles F. Wheeler est directeur de la photographie sur six séries, la première étant la Quatrième Dimension, avec deux épisodes diffusés en 1964. Parmi les suivantes — la dernière en 1986 —, mentionnons Le Monde merveilleux de Disney (cinq épisodes, 1973-1978). Mais surtout, il est chef opérateur de vingt-cinq téléfilms entre 1972 et 1985, dont L'Inquiétant Ronald (en) de Buzz Kulik (1974, avec Scott Jacoby et Kim Hunter).

## Filmographie partielle

### Cinéma

#### Cadreur
- 1960 : Procès de singe (Inherit the Wind) de Stanley Kramer
- 1961 : Jugement à Nuremberg (Judgment at Nuremberg) de Stanley Kramer
- 1963 : Un enfant attend (A Child Is Waiting) de John Cassavetes
- 1963 : Un monde fou, fou, fou, fou (It's a Mad Mad Mad Mad World) de Stanley Kramer
- 1966 : Hawaï (Hawaii) de George Roy Hill (prologue)

#### Directeur de la photographie
- 1965 : Sur la piste de la grande caravane (The Hallelujah Trail) de John Sturges (seconde équipe)
- 1966 : La Bataille de la vallée du diable (Duel at Diablo) de Ralph Nelson
- 1966 : The Bubble d'Arch Oboler
- 1968 : Les Tiens, les Miens, le Nôtre (Yours, Mine and Ours) de Melville Shavelson
- 1969 : Che ! de Richard Fleischer
- 1970 : Pieces of Dreams de Daniel Haller
- 1970 : Tora ! Tora ! Tora ! de Richard Fleischer, Kinji Fukasaku et Toshio Masuda
- 1970 : C. C. and Company de Seymour Robbie
- 1971 : Un singulier directeur (The Barefoot Executive) de Robert Butler
- 1971 : Cold Turkey de Norman Lear
- 1972 : The War Between Men and Women de Melville Shavelson
- 1972 : Silent Running de Douglas Trumbull
- 1972 : Limbo de Mark Robson
- 1972 : Molly and Lawless John de Gary Nelson
- 1973 : Charley et l'Ange (Charley and the Angel) de Vincent McEveety
- 1973 : L'Exécuteur noir (Slaughter's Big Rip-Off) de Gordon Douglas
- 1973 : Un petit Indien (One Little Indian) de Bernard McEveety
- 1974 : Truck Turner & Cie (Truck Turner) de Jonathan Kaplan
- 1976 : Un vendredi dingue, dingue, dingue (Freaky Friday) de Gary Nelson
- 1978 : Le Chat qui vient de l'espace (The Cat from Outer Space) de Norman Tokar
- 1979 : C.H.O.M.P.S. de Don Chaffey
- 1980 : Le Dernier Vol de l'arche de Noé (The Last Flight of Noah's Ark) de Charles Jarrott
- 1981 : Deux cent mille dollars en cavale (The Pursuit of D. B. Cooper) de Roger Spottiswoode
- 1981 : Condorman de Charles Jarrott
- 1986 : La Dernière Passe (The Best of Times) de Roger Spottiswoode

#### Prises de vues additionnelles
- 1977 : La Coccinelle à Monte-Carlo (Herbie Goes to Monte Carlo) de Vincent McEveety
- 1979 : Star Trek, le film (Star Trek : The Motion Picture) de Robert Wise
- 1985 : Comment claquer un million de dollars par jour (Brewster's Millions) de Walter Hill

### Télévision
(directeur de la photographie)

#### Séries
- 1964 : La Quatrième Dimension (The Twilight Zone)
  - Saison 5, épisode 17 Portrait d'une jeune fille amoureuse (Number Twelve Looks Just Like You) d'Abner Biberman et épisode 23 La Reine du Nil (Queen of the Nile) de John Brahm
- 1967-1971 : Gunsmoke ou Police des plaines (Gunsmoke ou Marshal Dillon)
  - Saison 12, épisode 23 The Lure (1967) de Marc Daniels
  - Saison 16, épisode 20 Murdoch (1971) de Robert Totten
- 1973-1978 : Le Monde merveilleux de Disney (The Wonderful World of Disney ou Disneyland)
  - Saison 19, épisodes 11 et 12 The Mystery of Dracula's Castle (Parts I-II, 1973) de Robert Totten
  - Saison 20, épisodes 11 et 12 The Whiz Kid and the Mystery at Riverton (1974, Parts I-II)
  - Saison 24, épisode 17 The Young Runaways (1978) de Russ Mayberry

#### Téléfilms
- 1972 : L'Attente (She Waits) de Delbert Mann
- 1973 : Incident on a Dark Street (en), téléfilm de Buzz Kulik
- 1974 : Le Lys de Brooklyn (A Tree Grows in Brooklyn) de Joseph Hardy
- 1974 : L'Inquiétant Ronald (en) (Bad Ronald) de Buzz Kulik
- 1974 : The Red Badge of Courage de Lee Philips
- 1975 : Lucy Gets Lucky de Jack Donohue
- 1975 : Cage Without a Key de Buzz Kulik
- 1975 : Three for Two de Charles Walters
- 1976 : La Foire aux illusions (State Fair) de David Lowell Rich
- 1976 : L'Affaire Lindbergh (The Lindbergh Kidnapping Case) de Buzz Kulik
- 1978 : The Gift of Love de Don Chaffey
- 1979 : Like Normal People d'Harvey Hart
- 1979 : Valentine de Lee Philips
- 1981 : Revenge of the Gray Gang de Gary Nelson
- 1982 : The Renegades de Roger Spottiswoode
- 1983 : Condamnation sans appel (I Want to Live) de David Lowell Rich
- 1984 : His Mistress de David Lowell Rich
- 1985 : Le Scandale Hearst (The Hearst and Davies Affair) de David Lowell Rich

## Distinctions (sélection)
- 1971 : Nomination (partagée) à l'Oscar de la meilleure photographie, pour Tora ! Tora ! Tora ! ;
- 1997 : BAFTA Award spécial.